# Actinopus echinus
Espèce
Actinopus echinus est une espèce d'araignées mygalomorphes de la famille des Actinopodidae.

## Distribution
Cette espèce est endémique du Brésil. Elle se rencontre au Mato Grosso et au Mato Grosso do Sul.

## Description
La femelle décrite par Miglio, Pérez-Miles et Bonaldo en 2020 mesure 20,86 mm.

## Publication originale
- Mello-Leitão, 1949 : « Aranhas da Foz do Kuluene. » Boletim do Museu Nacional do Rio de Janeiro (Nova Série Zoologia), vol. 92, p. 1-19.